# Deckerville
Deckerville è un villaggio degli Stati Uniti d'America, situato nello Stato del Michigan, nella contea di Sanilac.